# Chaire Edwards d'archéologie égyptienne et de philologie
La chaire Edwards d'archéologie égyptienne et de philologie est une chaire universitaire de l'University College de Londres.

## Historique
La chaire a été créée lors du décès d'Amelia Ann Blanford Edwards, présidente de la fondation pour l'exploration de l'Égypte en 1892, laquelle a légué sa collection d'antiquités égyptiennes à l'University College de Londres, ainsi qu'une somme de 2 500 £ pour fonder une chaire d'égyptologie Edwards. William Matthew Flinders Petrie a été le premier à occuper le fauteuil.

## Titulaires
- William Matthew Flinders Petrie, de 1892 à 1933
- Stephen Ranulph Kingdon Glanville, de 1934 à 1946
- Bryan Emery Walter
- Harry S. Smith
- Geoffrey Martin Thorndike, de 1988 à 1993
- John W. Tait (titulaire actuel)